# Kurt-Wabbelstadion
Het Kurt-Wabbelstadion was een multifunctioneel stadion in Halle, Duitsland. Er was plaats voor 23.860 toeschouwers. Ten tijde van de DDR was het stadion vernoemd naar de communistische atleet en vakbondsman Kurt Wabbel (1901-1944). Het stadion werd afgebroken en de plek van dit stadion kwam het nieuwe Erdgas Sportpark. Het stadion werd geopend in 1936 en gesloten in 2010.
Het werd vooral gebruikt voor voetbalwedstrijden. De voetbalclub Hallescher FC maakte gebruik van dit stadion. In 1978 was in dit stadion de finale van het Europees kampioenschap voetbal onder 21. Op 17 mei 1978 won Joegoslavië met 1–0 van Duitsland.